# دونالد شيلدون
دونالد شيلدون (بالإنجليزية: Donald Sheldon)‏ هو دراج أمريكي، ولد في 26 مايو 1930 في جيرسي سيتي في الولايات المتحدة.

## وصلات خارجية
- دونالد شيلدون على موقع أرشيف الدراجات (الإنجليزية)
- دونالد شيلدون على موقع إحصائيات الدراجات الإحترافية (الإنجليزية)
- دونالد شيلدون على موقع أوليمبيديا (الإنجليزية)